# Radio et Télévision Martí
Radio y Televisión Martí est une radio et télévision publique américaine internationale basée à Miami, en Floride, financée par le gouvernement fédéral des États-Unis par l'intermédiaire de l'Agence américaine pour les médias mondiaux (anciennement Broadcasting Board of Governors, BBG). Elle émet en espagnol à destination de Cuba et ses émissions peuvent également être entendues et visionnées dans le monde entier via son site Web et sur les fréquences radio à ondes courtes.
Nommée d'après le héros national et intellectuel cubain José Martí, Radio y Televisión Martí a été créée en 1983 et TV Martí a été ajoutée en 1990. Le budget 2014 du programme de radiodiffusion s'élevait à environ 27 millions de dollars américains. 
Radio y Televisión Martí est supervisée par le Bureau de la radiodiffusion cubaine (en anglais : Office of Cuba Broadcasting, OCB), et fait partie du Bureau international de radiodiffusion (IBB).
Le 14 mars 2025, la deuxième administration Trump a publié un décret présidentiel démantelant le Bureau de la radiodiffusion cubaine, l'agence mère du Cuban Broadcasting Bureau, qui supervise la radio et la télévision. En conséquence, tous les employés de Radio y Televisión Martí ont été placés en congé administratif avec solde et ont reçu l’ordre de ne pas chercher à accéder aux bâtiments ou aux systèmes informatiques.
Le 26 mars 2025, l'Agence américaine pour les médias mondiaux, par l'intermédiaire de son Bureau de radiodiffusion à Cuba, a informé les employés fédéraux, qui avaient été mis en congé le 15 mars 2025, qu'ils pouvaient retourner travailler à Radio Martí à Doral, en Floride. 
Le 26 mars 2025, Radio Martí a annoncé son retour à l'antenne sur X (anciennement Twitter) et le site Web Martí Noticias a repris sa publication.

## Radio Martí

### Histoire
Au début des années 1980, le gouvernement américain prévoyait de créer une station de radio connue sous le nom de Radio Free Cuba, sur le modèle de Radio Free Europe / Radio Liberty, avec pour mission de lutter contre le communisme dans l'espoir d'accélérer la chute du président cubain Fidel Castro. La station – rebaptisée Radio Martí en hommage à l'écrivain cubain José Martí, qui s'était battu pour l'indépendance de Cuba vis-à-vis de l'Espagne et contre l'influence américaine dans les Amériques – a été créée en 1983 par le président des États-Unis Ronald Reagan à l'instigation de Jorge Mas Canosa. Les radiodiffuseurs nord-américains existants se sont vigoureusement opposés à la création de Radio Martí, craignant que ses émissions n'incitent Cuba à riposter en brouillant les émissions commerciales à ondes moyennes existantes en provenance de Floride.
Le 20 mai 1985, Radio Martí a commencé à émettre vers Cuba depuis les États-Unis. Le premier jour de diffusion a été choisi pour commémorer le 83e anniversaire de l'indépendance de Cuba l'administration des États-Unis, le 20 mai 1902. Les craintes des radiodiffuseurs se sont avérées fondées lorsque des émetteurs basés à Cuba ont brièvement diffusé des signaux puissants sur la bande des ondes moyennes en 1985, perturbant les émissions des stations de radio AM américaines dans plusieurs États. Cuba continue d’interférer dans les émissions américaines spécifiquement destinées à Cuba afin d’empêcher leur réception à Cuba.
Après l'effondrement de l'Union soviétique à la fin de 1991, le budget de tous les radiodiffuseurs étrangers gérés par le gouvernement américain, à l'exception de Radio Martí, a été fortement réduit. En 1996, les studios de Radio Martí ont été déplacés de Washington DC à Miami, en Floride. Cette décision, en plus de rapprocher les studios de la station de son public cible, a également souligné son indépendance croissante par rapport à Voice of America, un autre radiodiffuseur étranger géré par le gouvernement américain avec lequel Radio Martí avait auparavant partagé des studios.

### Aujourd'hui
Aujourd'hui, Radio Marti diffuse un programme radiophonique 24 heures sur 24 sur des émetteurs à ondes courtes à Greenville, en Caroline du Nord, et un émetteur à ondes moyennes à Marathon, en Floride. Les studios sont situés à Miami, également en Floride. Cuba brouille les ondes courtes et les ondes moyennes, mais les programmes en ondes courtes peuvent être entendus dans tous le continent américain.
Deux heures de programmes d'information de Radio Martí sont diffusées chaque soir, de 22h00 à minuit, heure locale, par WSUA de Miami (Caracol 1260 AM). Il est également disponible à divers moments pour les abonnés de SiriusXM Satellite Radio sur sa chaîne bilingue 153, La Politica Talk. 
Radio Martí fonctionne avec environ 100 employés et un budget de 15 millions de dollars américains. Sa mission, selon ses propres termes, est de « se démarquer des médias cubains et d'offrir à ses auditeurs une vision non censurée de l'actualité ». D'anciens prisonniers et exilés cubains interviennent régulièrement sur Radio Martí, et le samedi, une version en espagnol du discours radiophonique hebdomadaire du président américain, ainsi que la réponse de l'opposition, sont diffusées.

## Impact
Il existe un débat important sur l’efficacité de ces émissions[pas clair]. Comme pour Radio Free Europe pendant la guerre froide, il n'y a aucun moyen de juger de l'audience réelle de la station à travers les enquêtes d'auditeurs habituelles. Le nombre réel d’auditeurs est donc sujet à spéculation. Cependant, après la chute des gouvernements satellites soviétiques communistes d'Europe de l'Est en 1989 et de l'Union soviétique elle-même à la fin de 1991, une conférence de l'Institution Hoover examinant les rapports des citoyens de a Russie, de la Pologne, de la Tchécoslovaquie, de la Hongrie et d'autres pays a eu tendance à confirmer l'efficacité des émissions de RFE et de la Voice of America, à la fois pour fournir des informations et pour renforcer les mouvements pour la démocratie dans ces pays, malgré les tentatives de brouillage électronique et de contre-propagande. 
Le groupe de surveillance Cubano-Américains pour l'Engagement (CAFE) a critiqué la station de radio et de télévision pour ses émissions critiques sur le réchauffement des relations et les efforts de coopération avec les organisations américaines[pas clair]. Un rapport de la Commission des relations étrangères de 2010 indiquait que moins de 2 pour cent des Cubains écoutaient. Le sénateur américain Mark Pryor (Parti démocrate, Arkansas ) et la membre de la Chambre des représentants Betty McCollum ont présenté la loi Stop Wasting Taxpayer Money on Cuba Broadcasting Act pour fermer les stations. L’Alliance pour une politique cubaine responsable a également critiqué ces stations. 

## TV Martí

### Histoire
En 1990, le gouvernement américain a créé TV Martí pour diffuser des programmes télévisés à Cuba. Elle a commencé à diffuser le 27 mars 1990, diffusant des programmes quotidiens en espagnol via un émetteur fixé à un ballon aérostat – surnommé « Fat Albert » par les habitants de la région – attaché à 10 000 pieds (3 048 m) au-dessus de Cudjoe Key, en Floride. Les conditions météorologiques ont affecté les diffusions ; « Fat Albert » a parfois été abattu à cause de vents violents, s'est détaché une fois et a dérivé dans les Everglades en 1991, et a été détruit par l'ouragan Dennis en 2005. Après la destruction l'aérostat, TV Martí a commencé en octobre 2006 à utiliser des avions à voilure fixe pour transmettre ses signaux, d'abord un C-130 Hercules militaire qui s'est avéré trop coûteux à exploiter, puis un avion bimoteur Gulfstream effectuant un vol en huit au large de Key West, en Floride. L'un de ces avions a depuis été retiré du service.
Les premières émissions de TV Martí ont eu lieu très tôt le matin pour éviter toute interférence avec les programmes de la télévision nationale cubaine. Ceci, combiné au brouillage cubain du signal, a conduit à une faible audience de TV Martí à Cuba, où, selon un fonctionnaire américain en poste à La Havane aux premiers jours de la station, elle est connue sous le nom de La TV que no se ve (« La télé qu'on ne voit pas »). Des enquêtes téléphoniques menées par le gouvernement américain en 1990, 2003, 2006 et 2008 ont indiqué que l'audience cubaine de TV Martí était inférieure à 1 %. Le gouvernement américain a cessé ces enquêtes après 2008, affirmant qu'il était trop difficile d'obtenir des statistiques précises sur l'audience de la télévision nationale cubaine.
Malgré les rapports fréquents sur sa faible audience à Cuba, les défenseurs de TV Martí ont cité le brouillage continu de son signal par le gouvernement cubain comme preuve de son importance, et le financement du gouvernement américain a continué, TV Martí diffusant des programmes quotidiens en espagnol. En 2012, l’administration du président Barack Obama a finalement demandé au Congrès des États-Unis de cesser de financer le programme, mais le Congrès a néanmoins continué à lui allouer des fonds.

### TV Martí aujourd'hui
Comme Radio Martí, TV Martí est un élément du Bureau international de radiodiffusion. TV Marti diffuse des bulletins d'information d'une demi-heure en début et en fin de soirée, diffusés par une chaîne de télévision de faible puissance de Miami, WGEN-LD, Virtual Digital Channel 8.1 (RF Digital Channel 8.1), ainsi que d'autres programmes. La plateforme de télévision payante DirecTV, piratée par de nombreuses personnes à Cuba, diffuse également TV Martí.
En mai 2013, le Congrès américain a finalement supprimé le financement de l'exploitation d'Aero Martí, le seul avion encore affecté aux émissions de TV Martí. Cependant, le financement pour la préservation et l'entretien de l'avion continue, et il reste stocké dans un hangar à Cartersville, en Géorgie, prêt à reprendre du service si le financement de ses opérations reprend. 

## Controverse et légalité
Fabio Leite, directeur adjoint du Bureau des radiocommunications de l'Union internationale des télécommunications (UIT), a condamné les transmissions radio et télévisuelles vers Cuba en provenance des États-Unis comme étant illégales et inadmissibles, d'autant plus lorsqu'elles visent à fomenter une subversion interne sur l'île. Le directeur a souligné que cette attaque constante des États-Unis constitue une violation des réglementations de l'UIT, qui stipulent que les transmissions radio dans le cadre de la radiodiffusion commerciale sur ondes moyennes, FM ou télévision doivent être conçues comme un service national de bonne qualité dans les limites du pays concerné.
Les émissions de Radio Martí sont destinées à Cuba, mais peuvent être captées dans toute l'Amérique du Nord, l'Amérique centrale et l'Amérique du Sud lorsque Cuba ne les brouille pas. Toutefois, les programmes de Radio Martí ne peuvent pas être spécifiquement destinés aux citoyens américains en vertu de la même loi qui restreint les émissions de Voice of America. 
Le 15 novembre 2007, les délégués à la Conférence mondiale des radiocommunications de 2007 ont déclaré illégale l'utilisation par le gouvernement américain d'avions pour transmettre les signaux de Radio y Televisión Martí, financée par Washington, déclarant : « Une station de radiodiffusion qui fonctionne à bord d'un avion et transmet uniquement vers le territoire d'une autre administration sans son accord ne peut être considérée comme conforme à la réglementation des radiocommunications. »,.
Un rapport du Government Accountability Office des États-Unis accuse la station de se livrer à de la propagande politique sous forme d'éditoriaux, d'utilisation d'un langage offensant et incendiaire dans ses émissions, d'utilisation de rapports non fondés en provenance de Cuba et de présentation d'opinions individuelles comme des informations. Les accusations de manquement de professionnalisme sont fermement rejetées par la direction de la station. L'émission « On the Media » de la Radio publique nationale a souligné que, si « les États-Unis ont dépensé près d'un demi-milliard de dollars pour la télévision et Radio Martí, le gouvernement cubain a réussi à bloquer efficacement le signal de transmission, du moins du côté de la télévision. L'audience sur l'île est estimée à un tiers de 1 %. Une étude réalisée il y a plusieurs années a révélé que neuf Cubains sur dix n'avaient jamais entendu parler de la chaîne. ».
Démocratie maintenant ! a ensuite déclaré qu'un haut dirigeant de TV Martí avait été inculpé par les procureurs fédéraux pour avoir versé des pots-de-vin en échange de certains contrats et que le bureau de l'Inspecteur général avait lancé une enquête sur les opérations du Bureau de radiodiffusion cubaine qui supervise Martí. En outre, le programme indique que le député du Massachusetts,  William Delahunt, a également promis de tenir des audiences sur TV Martí. 
D'autres critiques considèrent l'inefficacité réelle à atteindre un public cubain, le risque que le diffuseur vise à réaliser de lourdes coupes budgétaires et la crainte d'une indépendance éditoriale limitée afin d'être manipulé par les exilés cubains de droite et leur agenda politique à des fins politiques personnelles. 
En mai 2018, Martí a diffusé des segments vidéo attaquant George Soros en le qualifiant de « juif multimillionnaire d'origine hongroise » menaçant la démocratie latino-américaine. Les vidéos étaient basées sur des affirmations de Judicial Watch. En octobre 2018, les employés responsables de la production des vidéos ont été placés en congé administratif dans l’attente d’une enquête sur leur conduite.

## Voir également
- Radio Free Dixie (un programme basé à Cuba et destiné aux États-Unis)
- WRMI (Radio Miami International), une station de radio commerciale à ondes courtes ciblant Cuba